# Bialik-díj
A Bialik-díj (פרס ביאליק) egy irodalmi díj Izraelben, melyet évente ad át a Tel-Avivi hatóság héber nyelvű irodalomért. A díjat Hayyim Nahman Bialik tiszteletére hozták létre 1933 januárjában, a szerző 60. születésnapján.

## Legjelentősebb díjazottak
- Sámuel Joszef Ágnon 1934 és 1950
- Shaul Tchernichovsky 1940
- Isaac Dov Berkowitz 1952
- Ephraim Urbach 1955
- Nathan Alterman 1957
- Abraham Regelson 1972
- Yosef Qafih 1973
- Haim Gouri 1975
- Yehoshua Kenaz 1977
- Abraham Even-Shoshan 1981
- Nathan Zach 1982
- Ámosz Oz 1986
- Gershon Shaked 1986
- Israel Eldad 1988
- Nathan Shaham 1988
- Aryeh Kasher 1990
- Nurit Zarchi 1999
- Yoram Kaniuk 1999
- Haim Be`er 2002
- Raquel Chalfi 2006 (költészetéért)

## Lásd még
- Héber irodalom
- Irodalmi díjak listája